# Lagidium peruanum
La vizcacha norteña o vizcacha del norte (Lagidium peruanum) es una especie de roedor histricomorfo de la familia Chinchillidae. Es una de las varias especies reconocidas de vizcachas de montaña, vive en las montañas de los Andes de Perú, Bolivia y Chile en elevaciones que van desde aproximadamente los 3000 a 5000 metros sobre el nivel del mar.

## Etimología
Vizcacha es una palabra de origen quichua (Wisk'acha).